# Sciatta inconcisa
Sciatta inconcisa là một loài bướm đêm trong họ Noctuidae.